# روبرت ريد (سياسي نيوزلندي)
روبرت ريد (بالإنجليزية: Robert Caldwell Reid)‏ هو سياسي نيوزلندي، ولد في 1832 في المملكة المتحدة، وتوفي في 18 مارس 1897 في نيوزيلندا. انتخب عضو مجلس النواب النيوزيلندي.